# 潮風
潮風（しおかぜ）とは、海岸付近において、潮の満ち引きによる海水の流れがある時に吹く風のうち、海から陸の方向へ吹くものを指す。
塩風の影響により、海水が吹き上げられて波飛沫となり、内陸部奥深くまで運ばれ、海岸線からやや離れた地域にまで塩害が発生することがある。これを避けるために植栽されるのが防潮林である。